# Санделль, Лина
Каролина (Лина) Санделль, также Санделль-Берг (швед. Carolina (Lina) Wilhelmina Sandell-Berg; 3 октября 1832, Фрёдерюд, лен Йёнчёпинг — 27 июля 1903, Стокгольм) — шведская писательница, автор духовных гимнов.

## Биография и творчество
Каролина Санделль родилась в 1832 году. Её отец, Юнас Санделль, был лютеранским пастором. В доме часто бывал поэт Эсайас Тегнер. Когда Лине было 12 лет, её разбил паралич, и девочка оказалась прикована к постели. Она много читала, изучала языки, географию и естественные науки. Родители Лины были убеждены, что только Господь может вернуть ей здоровье, и она постоянно молилась об исцелении, хотя врачи считали её случай безнадёжным. Тем не менее, к Лине вернулась способность ходить, и с этого времени она начала писать стихи, в которых выражала свою благодарность и любовь к Богу.
Первый свой сборник стихотворений Лина опубликовала анонимно в 1853 году; затем последовал ещё один в 1856. Летом 1858 года в её жизни произошла трагедия: отец Лины утонул у неё на глазах. Весной следующего года её старшая сестра Шарлотта умерла от туберкулёза, а ещё через год скончалась мать Лины, Фредрика.
К тому времени, как не стало её родителей, Лина уже была известным поэтом — автором религиозных стихов. В возрасте 35 лет Лина Санделль вышла замуж за Карла Оскара Берга. Брак был счастливым, однако вскоре Лину постигло новое горе: её первый ребёнок родился мёртвым. Больше детей у Лины не было. Тем не менее она вырастила в собственном доме нескольких племянников и племянниц, а также работала с детьми в воскресной школе. Многие из её публикаций также предназначались для детей.
В общей сложности Лина Санделль-Берг написала около 650 гимнов, получивших широкую популярность в Швеции. Музыку на них писал композитор Оскар Анфельт и сам исполнял под гитару, благодаря чему творения Лины Санделль стали известны во всей Скандинавии. Позднее её гимны также исполняла известная певица Йенни Линд. Сочинения Лины не раз издавались в составе песенных сборников.
Лина Санделль умерла в 1903 году и была похоронена в Сольне. На её похороны пришло около тысячи людей. В её родном Фрёдерюде в её честь поставили памятник, а дом, в котором она жила, стал музеем.